# Paraphanoderma robynae
Paraphanoderma robynae är en rundmaskart som beskrevs av Inglius 1971. Paraphanoderma robynae ingår i släktet Paraphanoderma och familjen Phanodermatidae. Inga underarter finns listade i Catalogue of Life.